# V&V Entertainment
V&V Entertainment/Albert Verlinde Entertainment (V&V/AV) was van 1999 tot 2015 een Nederlands theaterproductiebedrijf dat musicals en toneelstukken produceerde voor de Nederlandse theaters. In samenwerking met andere producenten maakte ze ook voorstellingen voor de Vlaamse theaters. Het bedrijf ontstond nadat presentator en theatermaker Albert Verlinde in 1998 op het idee kwam om een musical te maken rond het leven van Édith Piaf. Samen met een vriend, Roel Vente, begonnen ze in 1999 V&V Entertainment. Verlinde werd creatief directeur, Vente nam de zakelijke leiding voor zijn rekening. Het bedrijf groeide snel en vanaf 2007 was het de tweede theaterproducent van Nederland, na Stage Entertainment van Joop van den Ende.

## Efteling
Tussen 2005 en 2009 was er een samenwerking met attractiepark Efteling. Samen maakten de bedrijven verschillende producties die in het Efteling Theater te zien waren en waarvan enkele langs de theaters reisden, waaronder Annie, TiTa-Tovenaar en De Sprookjesboom op Reis, waarvoor de Efteling een licentie had verstrekt.

### The Sound of Music
In 2008 werd in deze samenwerking The Sound of Music geproduceerd. Deze was vanaf 18 september 2008 tot 31 januari 2010 in het Efteling Theater te zien. In september en oktober 2009 verhuisde de voorstelling tijdelijk naar de Stadsschouwburg in Antwerpen. Voor de Belgische uitvoering werd een volledig Vlaamse cast gezocht. In het VTM-programma Op zoek naar Maria werd Deborah De Ridder gevonden als Maria von Trapp. In november 2009 was het vijftig jaar geleden dat de voorstelling in première ging op Broadway, New York. Dit was reden genoeg om met deze versie op reis te gaan langs vijf Nederlandse en twee Belgische theaters. Deze jubileumtournee was een samenwerking met de Belgische evenementengroep Music Hall Group.

## V&V Entertainment wordt AV Entertainment
Per 1 november 2011 vertrok Vente uit het bedrijf om voor Stage Entertainment te gaan werken en veranderde de naam in Albert Verlinde Entertainment. Verlinde benoemt manager creative development Jeroen Dona tot de algemeen directeur. Verlinde zelf bleef nauw betrokken in het creatieve proces maar nam wel een stapje terug.

## Fusie
Op 17 december 2014 werd bekendgemaakt dat Albert Verlinde Entertainment ging fuseren met Joop van den Ende Theaterproducties. Door deze fusie ontstond Stage Entertainment Nederland en op 1 maart 2015 werd Verlinde directeur van dit onderdeel van Stage Entertainment International.

## Muziek
Naast musicals produceert V&V/AV ook muziekvoorstellingen met Liesbeth List, Ruth Jacott, LA, The Voices, Arjan Ederveen en Purper.

## Toneel
Van 2002 tot 2007 zet V&V/AV samen met Jon van Eerd voor het eerst in lange tijd de klucht weer op het toneel. In 2007 brengt het bedrijf de voorstelling Steel Magnolias met vijf gerenommeerde theatervrouwen. Verlinde's toenmalige schoonzus Isa Hoes speelt in When Harry Met Sally... samen met Daniël Boissevain in 2011.

## Televisie
Voor televisie werden voornamelijk castingprogramma's gemaakt voor de theatervoorstellingen. Met RTL waren dat De weg naar Fame en My Name Is Michael, en met het Vlaamse VTM Op zoek naar Maria. Het programma So You Think You Can Dance zorgde voor een danser in de musicals Footloose, Hairspray en Flashdance en het programma werd daarna live in verschillende theaters ten tonele gebracht.